# Hospital Universitario de Móstoles
El Hospital Universitario de Móstoles es un hospital público situado en Móstoles, y forma parte del Servicio Madrileño de Salud (SERMAS). Es el primer hospital moderno del municipio de Móstoles. 

## Historia

### Antecedentes
La primera referencia de un hospital en Móstoles data del 9 de enero de 1576, recogida en las Relaciones Topográficas de Felipe II, donde se indica la existencia de una iglesia parroquial, cinco ermitas y un hospital del que únicamente se menciona «no tiene renta alguna».
A pesar de que Móstoles seguía siendo un pequeño pueblo agrario de alrededor de 300 habitantes al menos hasta finales de XVIII, ya poseía una botica en 1795 y continuaba teniendo plaza de médico para atender a los pobres en el hospital situado en la calle Madrid. 
Fue reedificado en 1849, y en 1921 seguía operativo tras nuevas reformas. De una sola planta, con habitaciones amplias y ventiladas, en él se atendían pobres que carecían de bienes o familia, mendigos o transeúntes, estando prohibido el ingreso de pacientes con patología traumatológica. Entonces contaba con dos médicos y un farmacéutico, además de parteras, atendiendo a poblaciones aledañas como Arroyomolinos.

### Hospital General de Móstoles
A finales de la década de 1970, los recursos sanitarios en la localidad eran insuficientes para atender a la población, con los centros de Coronel de Palma y el consultorio de la calle Teniente Ruiz sobresaturados por los pacientes beneficiarios de la Seguridad Social. No sería hasta 1977 cuando Móstoles obtuvo un primer servicio de Urgencias, únicamente con horario nocturno, atendidas en consultorio. A principios de la década de 1980, la Casa de Socorro del Ayuntamiento de Móstoles atendió unas 25.000 urgencias médicas en 2 años, de las cuales al menos 2.000 debían derivarse a hospitales de Madrid. 
El hospital de Móstoles comenzó a ser construido por iniciativa privada a principios de la década de 1970, pero no llegó a completarse. El edificio (muy deteriorado por su estado de abandono) fue comprado por el Ministerio de Sanidad en 1980. Un año después se reiniciaron las obras de reacondicionamiento con un presupuesto de 1.500 millones de pesetas, respondiendo a la reivindicación ciudadana del municipio que reclamaba un hospital desde hacía tiempo, tras el rápido crecimiento de la población en los años previos. 
El hospital de Móstoles fue el primer hospital comarcal de Madrid. El ministro de Sanidad, Ernest Lluch, lo inauguró el sábado 25 de junio de 1983, como Hospital General de Móstoles. Fue diseñado por Fernando Flórez Plaza y Luis López Fando.
Fue ampliado en el año 1992 (con diseños de Javier Picabea Cervino y Rafael Carrasco Amat), duplicándose la altura inicial, y posteriormente en 1994 se construye el edificio anexo para uso mayoritariamente administrativo (Admisión, Gestión, Dirección, salón de actos, cafetería, Neonatologia, UCI y Psiquiatría).
Hasta 1998, el hospital, incluido dentro del Grupo 2 de los hospitales del Insalud, dio asistencia sanitaria a una población aproximada de 400.000 habitantes, con alrededor de 400 camas disponibles. 
Tras la inauguración del Hospital Universitario Fundación Alcorcón, a partir de 1998 el área sanitaria 8 quedó dividida en dos zonas con una población de referencia de aproximadamente 200 000 habitantes cada una. Esta apertura trajo consigo el cierre del Hospital Hermanos Laguna de Alcorcón, un centro sanitario de más de 60 camas que contaba con las especialidades de Medicina Interna, UCI/Coronarias y Cardiología.
Tras las transferencias sanitarias de 1 de enero de 2002, el Hospital de Móstoles está adscrito a la Consejería de Sanidad de la Comunidad de Madrid.

### Hospital Universitario de Móstoles
A partir de 2008, pasa a denominarse Hospital Universitario de Móstoles.
Posteriormente, tras la inauguración en 2012 del Hospital Universitario Rey Juan Carlos (también en Móstoles), y con el aumento de habitantes de localizaciones como Arroyomolinos, la población atendida por el Hospital Universitario de Móstoles pasaría a ser de alrededor de 170.000 habitantes. Con el paso de los años, el número de camas se fue reduciendo.
Se han iniciado varias mociones en el Pleno del Ayuntamiento de Móstoles proponiendo cambiar el nombre del hospital a Hospital Ernest Lluch (la última vez en 2020), sin éxito.
En 2017, la Consejería de Sanidad canceló los planes de dedicar 130 camas del hospital a unidades de media y larga distancia, tras las protestas por parte de vecinos y profesionales.
En 2021, el consejero de Sanidad Enrique Ruiz Escudero autoriza las obras para reformar y hacer una nueva ampliación del hospital, sustituyendo el aparcamiento construido en 1982 con un nuevo edificio que incluirá las Consultas Externas, el Servicio de Urgencias y el Servicio de Radiodiagnóstico.
El 30 de diciembre de 2024 el Consejo de Gobierno de la Comunidad de Madrid aprobó la adjudicación del proyecto de reforma y ampliación del Hospital, con una inversión de  45.731.528 euros. El plazo de ejecución es de menos de tres años.

## Cobertura asistencial
El Hospital Universitario de Móstoles atiende a una población superior a 168.000 habitantes, correspondientes a los municipios de Móstoles y Arroyomolinos. El hospital está ubicado en la zona oeste de Móstoles, en el distrito IV-Oeste. 

### Atención Primaria
Es el hospital asignado para 7 centros de salud de Atención Primaria, entre los que se incluyen: 
- Centro de Salud Bartolomé González
- Centro de Salud Dos de Mayo
- Centro de Salud Dr. Luengo Rodríguez
- Centro de Salud El Soto
- Centro de Salud Felipe II
- Centro de Salud Parque Coimbra
- Centro de Salud de Arroyomolinos

### Otros centros
Del Hospital Universitario de Móstoles depende el Centro de Especialidades Coronel de Palma, el Centro de Salud Mental de Móstoles, que se encuentra en el mismo edificio que el Centro de Salud Dr. Luengo Rodríguez, y el Hospital de Día Psiquiátrico, ubicado en el mismo edificio que el Centro de Salud Alcalde Bartolomé González.

## Cartera de servicios
| - Aparato Digestivo - Cardiología - Cuidados Paliativos - Endocrinología - Geriatría - Hematología y Hemoterapia - Medicina Interna - Neumología - Neurología - Neurofisiología - Oncología - Pediatría - Psiquiatría - Psicología Clínica - Reumatología - Urgencias | - Anestesiología y Reanimación - Cirugía General y de Aparato Digestivo - Dermatología - Obstetricia y Ginecología - Oftalmología - Otorrinolaringología - Traumatología y Cirugía Ortopédica - Urología | - Análisis Clínicos - Anatomía Patológica - Anestesiología y Reanimación - Bioquímica - Farmacia Hospitalaria - Laboratorio de Genética - Medicina Intensiva - Medicina Preventiva - Medicina del Trabajo - Microbiología y Parasitología - Radiodiagnóstico - Rehabilitación |

## Personal
En el centro trabajan alrededor de 2300 profesionales. Cuenta con:
- facultativos 378
- enfermería 624
- personal no sanitario 406
- médicos residentes 98

### Docencia
Es uno de los centros de referencia para la formación de profesionales sanitarios de la Universidad Rey Juan Carlos, la Universidad Francisco de Vitoria, la Universidad Pontificia de Salamanca, la Universidad Pontificia de Comillas, la Universidad Europea de Madrid y la Universidad Complutense de Madrid

## Instalaciones y recursos
Ocupa una parcela de 13.800 metros cuadrados y el complejo consta de un edificio central de 7 plantas destinado a la asistencia sanitaria; otro edificio anexo, en el que se concentra la parte administrativa, un tercero destinado fundamentalmente como área de aparcamiento. El Hospital tiene dos puertas desde las que se accede a la planta baja y hall principal, y una entrada específica al Servicio de Urgencias.
El hospital dispone de:
- camas 328
- quirófanos 12
- puestos de hospital de día 75
- consultas externas 100
- paritorios 4
- mamógrafos 2
- tomógrafos computarizados 2
- resonancias magnéticas 2

### Accesos
Al Hospital Universitario de Móstoles se puede llegar en transporte público, utilizando la red de Cercanías de Renfe, los autobuses urbanos de Móstoles, los interurbanos que llegan desde las poblaciones aledañas y en MetroSur.
- MetroSur: Parada de metro Hospital de Móstoles . La conexión para llegar a MetroSur se hace desde la Línea  del Metro de Madrid, en la parada Puerta del Sur. Desde la estación Puerta del Sur a la estación Hospital de Móstoles hay 7 paradas de metro.

- Renfe Cercanías: . Paradas de tren, que distan aproximadamente a 30 minutos caminando desde el Hospital, Móstoles Central y El Soto.

- Líneas de Autobús:

1. Líneas desde Madrid  (Parada Príncipe Pío) 521, 522, 523, 524 (En condiciones normales se tarda alrededor de 45 minutos)
2. Línea desde Arroyomolinos 498, 499
3. Línea desde Fuenlabrada 526
4. Línea desde Alcorcón 520
5. Línea desde Villaviciosa de Odón 519
6. Línea 1 (Urbanos de Móstoles)

Se puede acceder al Hospital por la autovía  A-5  (Autovía de Extremadura) , y por la autovía  (Villaviciosa de Odón- Fuenlabrada)
En la ciudad de Móstoles no hay estacionamiento regulado de pago, así que se puede aparcar en las calles cercanas al Hospital.
Cerca del Hospital hay varios aparcamientos gratuitos al aire libre:
- Área cercana a la piscina municipal Las Cumbres (130 plazas), a 40 metros del hospital.
- Área destinada al recinto ferial, donde se puede aparcar todos los días, excepto el martes que hay mercado. (500 plazas), a 100 metros del hospital.
- Aparcamiento entre Avenida Portugal y calle Duero, con 80 plazas de acceso gratuito, a 100 metros del hospital
- También hay un aparcamiento ubicado en la calle Río Miño s/n, a 40 metros del hospital